# Lotta ai Giochi della XXIII Olimpiade
I tornei di lotta ai Giochi della XXIII Olimpiade si sono svolte dal 30 luglio all'11 agosto 1984 al Anaheim Convention Center di Anaheim, in California, negli Stati Uniti d'America. Sono stati messi in palio 20 titoli: 10 di lotta libera e 10 di lotta greco-romana, tutti maschili.

## Nazioni partecipanti

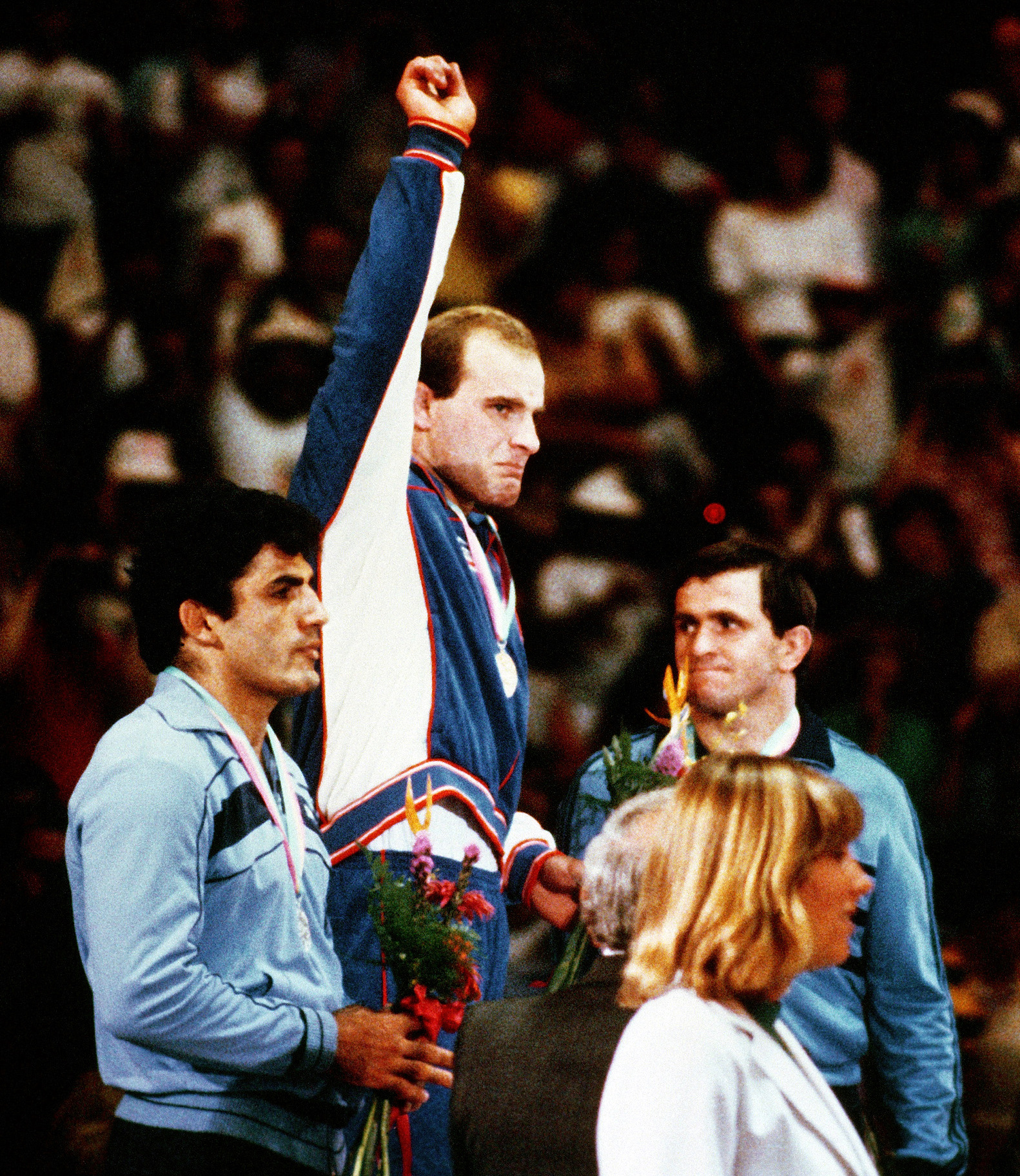
I lottatori Lou Banach, Joseph Atiyeh e Vasile Pușcașu durante la cerimonia di premiazione.

Hanno partecipato alla competizione 267 lottatori in rappresentanza 44 comitati olimpici nazionali.
| - Argentina (3) - Australia (3) - Austria (7) - Bolivia (1) - Camerun (5) - Canada (13) - Cina (7) - Taipei cinese (1) - Colombia (1) - Rep. Dominicana (1) - Ecuador (1) |  | - Egitto (10) - El Salvador (1) - Finlandia (11) - Francia (8) - Gran Bretagna (7) - Grecia (10) - India (8) - Iraq (3) - Italia (7) - Giappone (20) - Libano (1) |  | - Malta (2) - Mauritania (2) - Messico (5) - Marocco (5) - Nuova Zelanda (3) - Nigeria (3) - Norvegia (5) - Pakistan (2) - Panama (1) - Perù (2) - Porto Rico (3) |  | - Romania (10) - Senegal (4) - Corea del Sud (14) - Spagna (3) - Svezia (11) - Svizzera (2) - Siria (3) - Turchia (16) - Stati Uniti (19) - Germania Ovest (14) - Jugoslavia (9) |

## Podi

### Uomini
| Evento             | Oro                                | Argento                       | Bronzo                      |
| Lotta libera       |                                    |                               |                             |
| 48 kg (dettagli)   | Bobby Weaver Stati Uniti           | Takashi Irie Giappone         | Son Gab-Do Corea del Sud    |
| 52 kg (dettagli)   | Šaban Trstena Jugoslavia           | Kim Jong-kyu Corea del Sud    | Yūji Takada Giappone        |
| 57 kg (dettagli)   | Hideaki Tomiyama Giappone          | Barry Davis Stati Uniti       | Kim Eui-Kon Corea del Sud   |
| 62 kg (dettagli)   | Randall Lewis Stati Uniti          | Kosei Akaishi Giappone        | Lee Jung-Keun Corea del Sud |
| 68 kg (dettagli)   | You In-Tak Corea del Sud           | Andrew Rein Stati Uniti       | Jukka Rauhala Finlandia     |
| 74 kg (dettagli)   | Dave Schultz Stati Uniti           | Martin Knosp Germania Ovest   | Šaban Sejdi Jugoslavia      |
| 82 kg (dettagli)   | Mark Schultz Stati Uniti           | Hideyuki Nagashima Giappone   | Christopher Rinke Canada    |
| 90 kg (dettagli)   | Ed Banach Stati Uniti              | Akira Ōta Giappone            | Noel Loban Gran Bretagna    |
| 100 kg (dettagli)  | Lou Banach Stati Uniti             | Joseph Atiyeh Siria           | Vasile Pușcașu Romania      |
| +100 kg (dettagli) | Bruce Baumgartner Stati Uniti      | Robert Molle Canada           | Ayhan Taşkin Turchia        |
| Lotta libera       |                                    |                               |                             |
| 48 kg (dettagli)   | Vincenzo Maenza Italia             | Markus Scherer Germania Ovest | Ikuzo Saito Giappone        |
| 52 kg (dettagli)   | Atsuji Miyahara Giappone           | Daniel Aceves Messico         | Bang Dae-Du Corea del Sud   |
| 57 kg (dettagli)   | Pasquale Passarelli Germania Ovest | Masaki Eto Giappone           | Charalambos Holidis Grecia  |
| 62 kg (dettagli)   | Kim Weon-Kee Corea del Sud         | Kent-Olle Johansson Svezia    | Hugo Dietsche Svizzera      |
| 68 kg (dettagli)   | Vlado Lisjak Jugoslavia            | Tapio Sipilä Finlandia        | James Martinez Stati Uniti  |
| 74 kg (dettagli)   | Jouko Salomäki Finlandia           | Roger Tallroth Svezia         | Ștefan Rusu Romania         |
| 82 kg (dettagli)   | Ion Draica Romania                 | Dimitrios Thanopoulos Grecia  | Sören Claeson Svezia        |
| 90 kg (dettagli)   | Steve Fraser Stati Uniti           | Ilie Matei Romania            | Frank Andersson Svezia      |
| 100 kg (dettagli)  | Vasile Andrei Romania              | Greg Gibson Stati Uniti       | Jožef Tertei Jugoslavia     |
| +100 kg (dettagli) | Jeff Blatnick Stati Uniti          | Refik Memišević Jugoslavia    | Victor Dolipschi Romania    |

## Medagliere
| Pos.   | Paese          | Oro | Argento | Bronzo | Totale |
| ------ | -------------- | --- | ------- | ------ | ------ |
| 1      | Stati Uniti    | 9   | 3       | 1      | 13     |
| 2      | Giappone       | 2   | 5       | 2      | 9      |
| 3      | Corea del Sud  | 2   | 1       | 4      | 7      |
| 4      | Romania        | 2   | 1       | 3      | 6      |
| 5      | Jugoslavia     | 2   | 1       | 2      | 5      |
| 6      | Germania Ovest | 1   | 2       | 0      | 3      |
| 7      | Finlandia      | 1   | 1       | 1      | 3      |
| 8      | Italia         | 1   | 0       | 0      | 1      |
| 9      | Svezia         | 0   | 2       | 2      | 1      |
| 10     | Canada         | 0   | 1       | 1      | 2      |
| 10     | Grecia         | 0   | 1       | 1      | 2      |
| 12     | Messico        | 0   | 1       | 0      | 1      |
| 12     | Siria          | 0   | 1       | 0      | 1      |
| 14     | Gran Bretagna  | 0   | 0       | 1      | 1      |
| 14     | Svizzera       | 0   | 0       | 1      | 1      |
| 14     | Turchia        | 0   | 0       | 1      | 1      |
| Totale | Totale         | 20  | 20      | 20     | 60     |